# هامبشاير (إلينوي)
هامبشاير (بالإنجليزية: Hampshire, Illinois)‏ هي منطقة سكنية تقع في الولايات المتحدة في إلينوي.

## الموقع الجغرافي
الموقع الجغرافي للمناطق المحيطة بهذه النقطة هو كالتالي: